# Viața la țară
Viața la țară este un roman scris de Duiliu Zamfirescu și publicat pentru prima oară sub formă de foileton în perioada iulie 1894 – mai 1895 în revista bucureșteană Convorbiri literare și în volum în 1898 de către Editura Storck & Müller din București.
Viața la țară este primul roman din ciclul Romanul Comăneștenilor ce mai cuprinde patru volume: Tănase Scatiu (publicat în foileton în 1895–1896 și în volum în 1907), În război (publicat în foileton în 1897–1898 și în volum în 1901), Îndreptări (publicat în foileton în 1901–1902 și în volum în 1908) și Anna (publicat în foileton în 1906 și 1910 și în volum în 1911). Primele trei romane au fost publicate în anul 1907 în colecția „Biblioteca pentru toți” a Editurii Alcalay într-un singur volum intitulat Istoria Comăneștenilor, acesta fiind primul ciclu romanesc din literatura română. În august 1911, după apariția volumului Anna, ciclul întreg de cinci romane a fost denumit Romanul Comăneștenilor.
Primul roman al ciclului este considerat aproape în unanimitate de criticii literari drept cel mai valoros, prin „echilibrul de realism și de idealism, prin poezia pământului și a vechii noastre boierimi iubitoare de pământ, și, mai ales, prin neuitata creațiune a Sașei”, după cum aprecia Eugen Lovinescu. Autorul elogiază poetic frumusețea pământului natal, traiul liniștit și patriarhal, tradițiile de familie și iubirea platonică petrecută într-un mediu idilic.
Romanele Viața la țară și Tănase Scatiu au fost ecranizate în filmul Tănase Scatiu (1976), regizat de Dan Pița după un scenariu scris de Mihnea Gheorghiu. Rolul titular a fost interpretat de actorul Victor Rebengiuc.

## Rezumat
Satul Ciulniței de la marginea Bărăganului, aflat pe valea Ialomiței, a fost stăpânit încă din vremuri vechi de familia boierească Murguleț. Moșia fusese împărțită mai demult boierului Dinu Murguleț și surorii sale, coana Diamandula, și se învecina cu moșia Comănești – administrată de Sașa Comăneșteanu (fiica boierului revoluționar Costică Comăneșteanu) – și cu moșia Balta – administrată de fostul arendaș Tănase Scatiu, urmașul unui vătaf. Aflată pe patul de moarte, coana Diamandula îl cheamă acasă pe fiul ei, Matei Damian, ce plecase cu șapte ani în urmă pentru a urma studii de medicină în străinătate. Ea îl roagă cu limbă de moarte să rămână pe pământul strămoșesc, să-l ajute pe boierul Dinu în administrarea moșiei și să se însoare.
După moartea mamei sale, Matei Damian începe să se ocupe de administrarea părții de moșie moștenită, care se părăginise ca urmare a recoltelor slabe din ultimii ani, precum și a delăsării și lipsei de organizare manifestate de administratorul Nae Eftimiu. Tânărul observă munca grea de pe moșie și starea de sărăcie a țărănimii și nu-și poate da seama „cum se poate îmbogăți cineva din agricultură”. Sașa îl sfătuiește să preia personal administrarea moșiei, să cumpere mașini care să grăbească lucrările agricole și să se poarte bine cu țăranii pentru a dispune de forță de muncă.
Spre deosebire de proprietarii de moșii de origine boierească, Tănase Scatiu este un fost arendaș îmbogățit prin jefuirea fără milă a foștilor proprietari și prin împrumutarea de bani cu camătă. Dornic să aibă mai mult pământ, el încearcă să-și extindă moșia ocupând abuziv ogoarele învecinate ale țăranilor, pe baza unor măsurători măsluite. Nu numai țăranii suferă de pe urma lui, ci și boierul Dinu Murguleț care a împrumutat de el cu dobândă suma de 30.000 de lei, pe care nu-i mai poate restitui; cunoscând starea materială grea a boierului, Tănase devine tot mai îndrăzneț și încearcă să-l convingă să i-o dea de soție pe fiica sa, Tincuța, pentru a dobândi astfel întreaga moșie.
În același timp se înfiripă o relație de dragoste între Matei Damian și Sașa Comăneșteanu, cei doi tineri convenind să se căsătorească în aceeași toamnă, după întoarcerea în țară a fetei. Sașa îl conduce la Paris pe fratele ei mai mic, Mihai, ce urma să-și desăvârșească acolo studiile universitare. Mihai și Tincuța împărtășesc o iubire copilărească, jurându-și unul altuia să nu se căsătorească înainte de întoarcerea băiatului de la studii. În cele câteva săptămâni în care Sașa lipsește, Matei se ocupă cu treburile moșiei; el are tot mai puțină încredere în soții Eftimiu și este părăsit de omul său de încredere, baciul Micu, care fuge în lume de supărare că cineva l-a otrăvit pe Corcoduș, câinele său ciobănesc. Matei își vinde bonurile de împroprietărire rămase de la tatăl său și îl ajută astfel pe boierul Dinu Murguleț să-și plătească datoria față de Tănase Scatiu.
În ziua întoarcerii Sașei de la Paris, reprezentanții tribunalului Călărași descind pe moșia Balta pentru a judeca pricina fostului arendaș cu obștea satului; țăranii se revoltă în fața judecătorilor sosiți să împartă dreptatea, după ce prânziseră anterior în casa lui Scatiu, iar confruntarea capătă aspecte violente, fiind dezamorsată de intervenția pașnică a lui Matei Damian. Tănase solicită sprijinul autorităților, iar țăranii sunt schingiuiți în mod abuziv. Boierul Dinu Murguleț anunță public căsătoria lui Matei cu Sașa, recomandându-le amândurora să nu-și părăsească pământurile deoarece aici au găsit „fericirea cea adevărată”. Însoțirea lui Matei cu Sașa va conduce la realizarea unui cuplu armonios și durabil.

## Structură
Romanul Viața la țară este împărțit în 23 de capitole, care nu au titluri. Acțiunea sa se desfășoară în ultimii ani ai secolului al XIX-lea, pe parcursul a câtorva luni, din iulie până în iarnă.

## Personaje
- Dinu Murguleț — boier provenit dintr-o familie veche, fiul căminarului Tasache Murgu
- coana Sofița — soția boierului Dinu Murguleț
- Tincuța — fiica lui Dinu Murguleț
- coana Diamandula — sora boierului Dinu Murguleț, bătrână bolnavă și surdă
- Matei Damian — fiul coanei Diamandula, a urmat timp de șapte ani studii de medicină la Napoli
- Alexandrina („Sașa”) Comăneșteanu — fiica boierului Costică Comăneșteanu (fost revoluționar de la 1848, surghiunit la Constantinopol), proprietarul moșiei Comănești învecinată cu Ciulnița; după moartea părinților, ea și-a crescut frații orfani și s-a ocupat de administrarea moșiei
- Mihai Comăneșteanu — fratele mai mic al Sașei
- Victoria și Mary — surorile mai mici ale Sașei
- miss Sharp — guvernanta englezoaică a copiilor familiei Comăneșteanu
- Tănase Sotirescu poreclit „Scatiu” — un fost arendaș mitocan și hoț devenit mare proprietar de pământ, nepotul vătafului Scatiu de la curtea tatălui lui Dinu Murguleț
- coana Profira („Prohira”) — bătrâna mamă a lui Tănase Scatiu, bolnavă și alcoolică
- Neculai („Nae”) Eftimiu — rudă scăpătată a coanei Sofiței, administrator al moșiei coanei Diamandula, om delăsător
- Aglaia — soția lui Nae Eftimiu
- Micu — baciul turmelor de oi ale coanei Diamandula, originar din zona Făgărașului, trăiește cu văcărița Floarea, soția herghelegiului Stângă
- Elena — sora coanei Sofița
- Dumitrescu — subprefectul județului Ialomița, vechi prieten al familiei Murguleț, holtei bătrân
- Lefter — țăran sărac care lucrează pe moșia lui Scatiu
- moș Stoica — țăran bătrân conciliant
- Floarea — văcăriță de pe moșia lui Matei Damian, soția herghelegiului Stângă și ibovnica baciului Micu

## Scrierea și publicarea romanului

### Idei literare cu privire la roman
Încă de la începuturile activității sale literare, Duiliu Zamfirescu s-a manifestat ca un susținător al literaturii românești, el afirmând în 1890 că e nevoie de „a crea o literatură națională, care să păstreze ceea ce este specific românesc, limba românului și sufletul eroilor, și a o pune totodată în legătură cu ceea ce este omenesc și deci etern” și scriindu-i lui Iacob Negruzzi că își dorește să realizeze „o puternică și sănătoasă notă a pământului nostru românesc”. Romanele sale trebuiau să întărească dragostea de glie a românilor și să fie o frescă a societății românești de la sfârșitul secolului al XIX-lea, aspecte considerate de autor ca o datorie patriotică.
Duiliu Zamfirescu credea că romancierul nu trebuie să ignore elementele timpului său, ci să le prezinte obiectiv, „în toată goliciunea și cu toate infamiile lor”. Scopul romancierului, îi scria el de la Roma la 1 octombrie 1889 lui Titu Maiorescu, este de a crea o iluzie cât mai intensă cu privire la realitatea vieții. Operele literare trebuiau să se inspire din viața reală și să prezinte întâmplări posibile, iar în opinia sa scriitorului nu-i era suficientă doar o imaginație debordantă precum cea a lui Alex. Dumas și un stil literar asemănător cu cel al lui Flaubert pentru a crea un roman modern, îi scria acestuia din nou la 6 octombrie 1890 de la Orvieto. Scrierile sale creează o iluzie a vieții reale, idealizând-o.

### Scrierea romanului
Potrivit unor istorici literari, Duiliu Zamfirescu s-ar fi inspirat în scrierea acestui roman din revolta țărănească din Bordeni-Scorțeni (județul Prahova) ce a avut loc în august 1883 și care a fost tratată și în piesa Prea târziu. De asemenea, personajele romanului par a fi proveni din familia Simionescu-Râmniceanu. Substanța romanului provine din amintirile din copilărie și adolescență ale scriitorului.
Ideea scrierii unui roman se conturase deja în mintea diplomatului, care îi promite lui Titu Maiorescu într-o scrisoare scrisă de la Porto d'Anzio la 31 august 1891 că va începe să lucreze la un roman pe care îl considera foarte interesant. Căldurile insuportabile de la începutul verii anului 1892 îi creează lui Duiliu Zamfirescu o stare de plictiseală. Diplomatul citește fără un prea mare interes, fiind stăpânit de o neliniște creatoare. „Întrevăd niște crâmpee de roman, cu lungi șesuri de țară, dar toate învăluite într'o pâclă ca de Bărăgan”, i se confesează el lui Titu Maiorescu într-o scrisoare scrisă la Roma la 12 mai 1892. Scriitorul îi scrie ministrului de externe Alexandru N. Lahovari, rugând să fie înaintat în funcție, dar, în loc să-l înainteze, ministrul îl transferă în iunie 1892 ca secretar de legație la Atena, cauzându-i o nemulțumire profundă.
Duiliu Zamfirescu a început să scrie acest roman în vara anului 1892, după ce fusese transferat la Atena. Romanul a purtat inițial titlul Pe Arătură. Scrierea a fost întreruptă o perioadă ca urmare a transferării lui Duiliu Zamfirescu, începând cu 3 noiembrie 1892, ca secretar de legație la Bruxelles. În ianuarie 1893, după o perioadă de întrerupere, scriitorul a reluat lucrul la roman, „în care voiu să încerc a arăta geniul românesc sub toate formele lui, la boier și la țăran, la femeie și bărbat, la cei dintâi fără nicio tradițiune, fără gust, fără disciplină, — la cei de al doilea de asemeni fără gust și fără disciplină, dar cu o violentă năzuință de formă națională, — având ca inspirație morală un realism trist, o viață uniformă dar senină a muncitorului de pământ”, potrivit propriei mărturisiri făcute într-o scrisoare din 22 februarie 1893. Scriitorul a cercetat asemănările dintre firea țăranului rus (din romanele lui Lev Tolstoi) și firea țăranului român, concluzionând că motorul sufletesc al țăranului român îl reprezintă posesiunea pământului.
Romanul a fost scris în principal în perioada elenă a lui Duiliu Zamfirescu, fiind finalizat în perioada cât scriitorul se afla la Bruxelles. Cât timp a lucrat la roman, Duiliu Zamfirescu a fost cuprins de o energie creatoare și s-a detașat destul de mult de lumea exterioară în care își desfășura activitatea. În octombrie 1893 romanul nu era terminat, autorul nefiind hotărât dacă să-i căsătorească sau nu pe Sașa Comăneșteanu și pe Matei Damian și solicitând sfatul lui Titu Maiorescu. Criticul l-a încurajat și i-a oferit sfaturi ce au contribuit la găsirea finalului potrivit.

### Publicare
Prima parte a romanului a fost trimisă de autor de la Bruxelles la sfârșitul lui decembrie 1892, la solicitarea lui Iacob Negruzzi, directorul revistei Convorbiri literare. Membrii cenaclului Junimea nu au manifestat un prea mare entuziasm, primind-o cu rezerve, iar Iacob Negruzzi considera că prima jumătate a romanului este prea lungă și conține descrieri inutile.
Viața la țară a fost publicat pentru prima oară sub formă de foileton în perioada iulie 1894 – mai 1895 (nr. 3–8 din 1894 și 1–5 din 1895) în revista bucureșteană Convorbiri literare și în volum în 1898 în colecția „Biblioteca pentru toți” a Editurii Storck & Müller din București, după cum a fost marea dorință a autorului (exprimată într-o scrisoare trimisă lui Titu Maiorescu la 2/14 august 1893). Titlul romanului a fost ortografiat în prima ediție Viața la țeară, potrivit exprimării de la acea vreme, fiind modificat în edițiile ulterioare în cel de Viața la țară.
Într-o scrisoare din 18/30 septembrie 1894 către Duiliu Zamfirescu, reputatul critic Titu Maiorescu lăuda romanul, semnalând prezența unor fraze de un sentimentalism fad și a unor construcții literare nepotrivite. Impresia generală a fost una pozitivă, după cum îi scria criticul autorului la 20 mai 1895: „E evident, că are părți de o căldură delicată, de o tensiune a interesului, de o frumusețe a descrierilor, care îl fac – în aceste părți – egal cu bunele romanuri occidentale. Dar în privința conducerii unitare a evenimentelor sunt objecții de făcut”. Romanul a plăcut și scriitorilor de la Convorbiri literare, după cum menționează autorul într-o scrisoare din 9/21 iunie 1895.
Duiliu Zamfirescu împărtășea rezervele criticilor cu privire la nefinalizarea unor acțiuni secundare (printre care și revolta țăranilor) și la tratarea prea sumară a unor personaje interesante, afirmând că intenționează să scrie o continuare căreia îi schimbase numele din Viața la oraș în Tănase Scatiu, în care să prezinte viața Tincuței cu Tănase Scatiu și pe un plan secundar relația ei cu Mihai Comăneșteanu, precum și o a doua continuare intitulată Poetul (sau Un poet) în care personajul principal să fie Mihai Comăneșteanu, îndrumat în viață de învățăturile primite în copilărie de la baciul Micu.
Romanul a avut parte de un succes mare la public, atingând în 16 ani un tiraj de 37.000 de exemplare.

## Teme principale

### Elogiul vieții la țară
Scrisă în perioada în care Duiliu Zamfirescu se afla în străinătate, Viața la țară cuprinde convingerile mai vechi ale autorului față de viața rurală românească, asociată cu nostalgia autorului dezrădăcinat față de locurile natale. Partizan al păstrării vechilor rânduieli sociale, boierul Dinu Murguleț își exprimă astfel atașamentul față de glia străbună: „Uite pământul ăsta: m-a făcut să asud; am muncit toată viața pentru el, de cele mai multe ori fără să mă răsplătească; m-am supărat și l-am blestemat, — dar nu m-aș duce de pe el pentru nimic în lume. Nădăjduiesc că tot așa o să faci și tu și că n-o să mai pleci. Aci suntem născuți și eu și maică-ta și părinții noștri și părinții părinților noștri...”
Viața la țară este văzută ca un trai cinstit și fericit potrivit unor norme de conviețuire tradiționaliste. Om educat, Matei Damian crede în moralitatea superioară a traiului la țară în comparație cu traiul la oraș, plin de numeroase ispite care alterează și-i înstrăinează pe oameni. În concepția sa, până și un arendaș mitocan ca Tănase Scatiu este mai util societății decât un funcționar neproductiv. „Scatiu era incult și cam bădăran, dar era harnic, deștept la treabă, și, mai cu seamă, pentru el, avea o mare calitate, de a nu fi om de oraș. Ca toți tinerii care au trăit mult în mijlocul lumii de studenți, de funcționari, de lume neproducătoare, fără aspirații, Matei prefera un om de țară, simplu, celui mai șiret avocat”, se gândește tânărul Matei Damian.
Intriga romanului o constituie parabola fiului risipitor, reîntors în patrie după peregrinări îndelungate pe alte meleaguri. Matei Damian poate fi considerat un alter-ego al autorului, o conștiință filozofică ce exprimă în plan literar patriotismul acestuia. Din acest motiv, personajul pare detașat de realitatea românească, pe care o privește mai mult ca un observator extern, evoluția lui petrecându-se doar în adâncimea sufletească. Romantismul idilic și vaporos devine astfel un mijloc de apărare împotriva „agresiunii realului”.

### Iubirea platonică
O temă de interes a romanului o constituie iubirea platonică în sânul naturii, având din acest punct de vedere asemănări cu romanul Dafnis și Chloe, scris în secolul al II-lea e.n. și atribuit lui Longus. Povestea de iubire din romanul grecesc are loc într-un cadru idilic care conservă obiceiuri păstorești străvechi.
Petrecute într-un mediu idilic, rupt de influențele modernizatoare ale vieții citadine, poveștile de iubire din Viața la țară sunt un elogiu continuu adus castității. Cuplurile de îndrăgostiți din Viața la țară (Sașa și Matei Damian, adolescenții Tincuța și Mihai) se comportă cuminte și politicos potrivit normelor de bună purtare din societatea românească de la sfârșitul secolului al XIX-lea. Gesturile sunt cuminți, simpla atingere a mâinii făcând personajele să roșească și să se emoționeze. Dragostea rămâne mai mult la nivelul căutărilor, fiind lipsită de împlinire fizică.
Criticul Pompiliu Constantinescu susține că femeile sunt cele mai interesante personaje din proza lui Duiliu Zamfirescu, având un amestec de senzualitate și omenesc, adică de poezie și realism. Scriitorul a intuit sufletul feminin în câteva figuri memorabile, reprezentându-l cu delicatețe și pasiune în „nuanțe măsurate, ușor perceptibile”.
Spre deosebire de ceilalți romancieri români din perioada sa, Duiliu Zamfirescu impune o tipologie feminină mai apropiată de imaginație decât de realitate, situându-se într-o descendență tolstoiană. Sașa Comăneșteanu era considerată de Garabet Ibrăileanu drept „unul din tipurile cele mai ideale de feminitate din toate literaturile”. Personajul este înfățișat trăind și iubind, potrivit procedeelor artistice folosite de Tolstoi. Spiritul de sacrificiu și căldura sufletească a Sașei o transformă într-o femeie ideală, în care se combină armonios însușirile de mamă, soție și gospodină. Maturitatea ei chibzuită nu i-a alterat instinctul femeiesc, iar Sașa este considerată una dintre figurile feminine cele mai originale din literatura română, ce întruchipează „eternul feminin”.

### Conflictele sociale și creșterea nemulțumirilor țărănești
Formația sa ideologică de junimist l-a îndreptat pe autor spre romanul social, fiind prezentat conflictul ce opune două clase sociale: boierii de viță veche reprezentați de Dinu Murguleț și de coana Diamandula, iubitori ai pământului și ai țărănimii, și burghezia rurală (arendașii lacomi și dornici de înavuțire) reprezentată de Tănase Scatiu și coana Profira, care nu are sentimentul apartenenței față de pământ și îi exploatează pe țărani pentru a obține cât mai mult profit.
Personajele din Viața la țară întruchipează astfel de principii morale: Dinu Murguleț este boierul vechi, dușman al reformelor sociale, Matei Damian și Sașa Comăneșteanu reprezintă boierii educați într-o cultură occidentală, care înțeleg necesitatea reformelor rurale, în timp ce Tănase Scatiu este sluga parvenită prin lăcomie și hoție, un intrus care tulbură armonia socială. Satirizarea arendașului parvenit este „serioasă și justificată pe deplin”, aprecia Garabet Ibrăileanu, pentru că neamul său are un comportament primitiv și este dăunător evoluției societății („Tanasă Scatiul și neamul lui e rău și primejdios. E încă gorilă”).
Scriitorul credea în destinul istoric al boierimii autohtone, care a păstrat și transmis urmașilor cele mai înalte virtuți morale ale neamului românesc: iubirea față de țară, omenia, cinstea și setea de cultură. Cu toate acestea, el nu ignoră situația grea a țărănimii remarcată de Matei Damian. În opinia lui Paul Cornea, Matei Damian este pivotul central al romanului, cel care moderează conflictele sociale și garantează un echilibru social între clase, dar nu poate înlătura cauzele profunde ale conflictelor. Personajul are o adâncime analitică, fiind caracterizat printr-o sete de identitate. Autorul greșește în prezentarea conflictelor sociale, caricaturizându-i până la grotesc pe Tănase Scatiu și pe coana Profira, în timp ce țăranii sunt un personaj colectiv abia schițat. Comportamentul lor este dezorganizat, iar lipsa unor motivații clare face ca acțiunea lor să nu aibă forța acțiunii țărănești din Răscoala lui Liviu Rebreanu.
Conflictele sociale din acest roman nu sunt însă definitorii, deoarece autorul nu reușește să pătrundă în profunzimea relațiilor sociale. Aspirațiile personajelor morale vor fi repede înăbușite de firile contemplative și de o resemnare comodă, împiedicând trecerea la acțiune. Scenele în care apar țăranii au totuși un grad de realism și de autenticitate, iar răzvrătitul Lefter pare mai viu decât poeticul și idealizatul baci Micu.

## Stil literar
Viața la țară este considerată o scriere în stil clasic, cu o construcție riguroasă și armonioasă, descrieri lirice sobre și economie verbală. Garabet Ibrăileanu scria că acest roman este unul clasic „prin subiect, ca și prin tratare”, în timp ce Tudor Vianu considera că „temperamentul lui stilistic ajunge la formele unui clasicism plin de măsură și claritate”. Clasicismul romanului a fost constatat și de criticii de mai târziu precum G.C. Nicolescu (1944), Al. Săndulescu (1969), Dimitrie Păcurariu (1971), Ioan Adam (1979), Alexandru Piru (1981) și Paul Cornea (1984).
Nu lipsește totuși un oarecare idilism sămănătorist mai ales prin viziunea poetică asupra sufletului țărănesc (în special în paginile în care apare baciul Micu). Unii critici au constatat asemănări cu scrierile lui Ivan Turgheniev (sosirea lui Matei Damian, drumul de la gară cu trăsura, vizita lui Matei la Sașa) sau chiar cu cele ale lui Lev Tolstoi (Sașa și Matei par două „suflete frumoase” asemănătoare cu eroii romancierului rus, considera Paul Cornea).
Scriitorul este un cunoscător al psihologiei rurale, împrumutând ceva din idilismul lui Vasile Alecsandri în reprezentarea țărănimii. Sufletul țăranului român este reprezentat în portretizarea poetică a baciului Micu; întruparea mai multor însușiri într-un om viu îl aseamănă mai mult cu un personaj de baladă, lipsindu-l într-o oarecare măsură de autenticitate.

## Aprecieri critice
Apariția romanului Viața la țară a reprezentat un moment important în istoria literaturii românești, scriitorul depășindu-i „prin maturitate și rafinament” pe mulți contemporani. Romanul conține ecouri vagi din scrierile lui Nicolae Filimon și Dimitrie Bolintineanu, prefigurând realismul dur din Răscoala lui Liviu Rebreanu și idilismul din romanul La Medeleni al lui Ionel Teodoreanu. În opinia criticului Șerban Cioculescu, chiar dacă nu constituie o operă viabilă, ciclul Comăneștenilor consolidează începuturile romanului românesc, reprezentând o primă tentativă de frescă socială.
Pentalogia romanescă a lui Duiliu Zamfirescu este durabilă prin monumentalitatea sa și prin faptul că este precursoarea romanului ciclic românesc după cum o considera Pompiliu Constantinescu. Potrivit lui Nicolae Iorga, „romanele lui [Zamfirescu n.n.] nu prezintă totdeauna o concepție, dar au meritul de a cuprinde în ele icoana unei părți din societatea românească de pe vremea războiului de la 1877. Aceasta este epoca pe care el o cunoaște mai bine”.
Analizând începuturile romanului românesc, criticul Zigu Ornea considera că Viața la țară și Tănase Scatiu sunt singurele scrieri „cu adevărat, rezistente” ale lui Duiliu Zamfirescu, în timp ce În război ar fi „un semieșec”, iar Anna și Lydda „eșecuri totale”. Criticul Eugen Lovinescu a elogiat scrierile literare ale lui Duiliu Zamfirescu, remarcând însă că romanele sale au o valoare inegală, iar Viața la țară este cel mai valoros dintre ele prin „echilibrul de realism și de idealism, prin poezia pământului și a vechii noastre boierimi iubitoare de pământ, și, mai ales, prin neuitata creațiune a Sașei”. Aceeași opinie o împărtășește și Pompiliu Constantinescu care susține că „Viața la țară se desprinde ca o icoană de lumini și armonie” în ciclul Comăneștenilor, devenind o operă clasică ce îi asigură autorului un loc de frunte în proza secolului al XIX-lea.
Opiniile criticilor literari sunt în general favorabile romanului Viața la țară. Eugen Lovinescu afirma în 1928 că „Viața la țară e un poem al vieții câmpenești”, în timp ce George Călinescu considera că Viața la țară prezintă istoria câtorva neamuri „rasă a câtorva familii pământene care s-au strecurat prin negura fanarioților”. Provenit din mica boierime, Duiliu Zamfirescu a zugrăvit cu realism căderea neamurilor boierești și ridicarea unei clase sociale cu o cultură inferioară, dar mai lacomă și mai brutală. Autorul realizează o analiză fină a claselor sociale de la sfârșitul secolului al XIX-lea în stilul lui Émile Zola din ciclul Les Rougon-Macquart, prezentând decăderea clasei boierești prin „adulterarea sângelui”. De asemenea, romanul surprinde atmosfera mondenă, conversațiile între îndrăgostiți, contradicțiile sufletești și o euforie lirică produsă de traiul în mijlocul naturii.
Exprimându-și admirația față de autor, criticul Garabet Ibrăileanu scria că Viața la țară este „opera luminoasă, simpatică și încântătoare (lipsită de episoadele filozofice și de subtilitățile prețioase de analiză psihologică, ca și de complacerea în a stărui nefiresc asupra unor maneje erotice, care pătează pe alocurea celelalte romane ale sale)” care-l impune pe Duiliu Zamfirescu ca pe unul dintre scriitorii de prim rang ai literaturii române.

## Traduceri
Romanul Viața la țară a fost tradus în câteva limbi străine: engleză (Sasha, A. M. Philepot, Londra, 1926; traducere de Lucy Bing, prefațată de Marcu Beza), italiană (La vita in campagna, UTET, Torino, 1932; traducere de Agnese Silvestri-Giorgi; o altă traducere a fost realizată de Olga Tarenz și publicată de Editura Paoline din Francavilla (Chieti) în 1966), franceză (Mathieu Damian. La vie à la campagne, Les Éditions de prose moderne, Paris, 1939; traducere de Georges Bengesco, prefațată de Paul Valéry; reeditată sub titlul La vie à la campagne de Editura Kyros din Paris, în 2008), portugheză (Vida no campo, în cotidianul O Século din Lisabona (edițiile din 18 mai 1947 până în 28 iunie 1947); traducere de Victor Buescu și Rogério Peres Claro), maghiară (Falusi életképek, în vol. Falusi életképek. Tănase Scatiu. Két kisregény, Editura pentru Literatură, București, 1965; traducere de Béla Jánky; reeditată de Editura Kriterion din București în 1989), germană (Das Leben auf dem Sande, în vol. Das Leben auf dem Sande; Tănase Scatiul; Im krieg, Editura pentru Literatură, București, 1967; traducere de Thea Constantinides), rusă (V derevne, în vol. V derevne; Tănase Skatiu; Na vojne, Hudojestvennaja literatura, Moscova, 1988; traducere de S. Florinceva) și bulgară (Jivot na selo, în vol. Jivot na selo; Tanase Skatiu; Na voina, Avangard print, Ruse, 2016; traducere de Ognean Stamboliev).
Un fragment din roman a fost tradus în limba franceză de J.F. Mattei și publicat sub titlul „La vie à la campagne (1898)” în volumul Éloge du village roumain et autres textes, 1990, pp. 116–121.

## Adaptări

### Ecranizare
Romanele Viața la țară și Tănase Scatiu au fost ecranizate de regizorul Dan Pița, după un scenariu scris de Mihnea Gheorghiu, în filmul Tănase Scatiu, ce a avut premiera la 25 octombrie 1976. Filmările principale au avut loc în perioada 23 iunie – 4 septembrie 1975 la Constanța, Golești, Mogoșoaia și Coțofenii din Față, iar unele completări au fost executate în aprilie 1976 la Ciocănești. Filmul a purtat titlurile intermediare Zodia leului și Neamul Comăneștenilor și are o durată de 120 de minute. Rolurile principale au fost interpretate de Victor Rebengiuc (Tănase Scatiu), Eliza Petrăchescu (coana Profira), Vasile Nițulescu (Dinu Murguleț), Ioana Ciomârtan (coana Diamandula), András Csiky (Matei Damian; dublat de George Oancea), Cătălina Pintilie (Sașa; dublată de Valeria Seciu), Dan Nuțu (Mihai Comăneșteanu), Cristina Nuțu (Tincuța; dublată de Mariana Mihuț), Rodica Tapalagă (Aglaia), Carmen Galin (surdomuta Sița), Corina Constantinescu (Sofia), Mitică Popescu (Lefter) și Dorel Vișan (Nichitache).
Criticii de film au evidențiat calitățile filmului (fluența istorisirii epico-lirice, omogenitatea și coerența vizuală, decorurile și costumele de „fin de siècle” și interpretările actoricești), precizând însă că filmul păstrează „aspectul idilic, desuet-nostalgic al romanelor lui Duiliu Zamfirescu”, dar pune accentul pe conflictele sociale de la sfârșitului secolului al XIX-lea între boieri și arendași și între boieri și țărani, cu un deznodământ tragic și grotesc. Criticul Tudor Caranfil considera că Tănase Scatiu este „un film baroc, cu pretenții de frescă socială, dar încremenit în căutări de stil, care încearcă o raportare la plastica și costumele epocii”.
Domeniul de interes al filmului este deplasat de cineast de la universul rural descris de Duiliu Zamfirescu la personajul Tănase Scatiu, simbol al parvenitismului, vulgarității, lăcomiei, perfidiei și violenței. Regizorul insistă pe lăcomia parveniților și pe vinovăția moșierilor de viță veche, prezentând declinul unei clase sociale față de care nu se simte nicio urmă de nostalgie. Interpretările cele mai apreciate sunt cele ale lui Victor Rebengiuc (care combină cumpătarea gesturilor mărunte cu „o sălbatică și vitală erupție de josnicie”) și Eliza Petrăchescu (care „pune masca șireteniei senile pe chipul mamei lui Tănase Scatiu”).
Tănase Scatiu a obținut mai multe premii ale Asociației Cineaștilor din România pe anul 1976: premiul pentru regie (Dan Pița; ex aequo cu Mircea Veroiu pentru Dincolo de pod), premiul pentru imagine (Nicolae Mărgineanu; ex aequo cu Călin Ghibu pentru Dincolo de pod), premiul pentru interpretare feminină (Rodica Tapalagă, pentru rolul Aglaia), premiul pentru interpretare masculină (Victor Rebengiuc; ex aequo cu Amza Pellea pentru rolul Manlache Preda din Osînda) și premiul pentru scenografie (Lidia Luludis, pentru costumele de la acest film).

### Teatru radiofonic
Romanul a fost dramatizat de Virginia Pană pentru Teatrul Național Radiofonic, fiind realizat un spectacol de teatru radiofonic cu o durată de 55 de minute în regia artistică a lui Titel Constantinescu. Spectacolul a avut următoarea distribuție: Victoria Mierlescu (Profira), Ica Matache (Sofița Murguleț), Corado Negreanu (Dinu Murguleț), Ștefan Iordache (Tănase Scatiu), Adela Mărculescu (Sașa Comăneșteanu), Nicolae Pomoje (Matei Damian), Janine Stavarache (Tincuța), Nicolae Luchian-Botez, Mitică Popescu, Ruxandra Sireteanu, Dan Condurache ș.a. Echipa tehnică a fost alcătuită din Ion Prodan (regia de studio), Romeo Chelaru (regia muzicală) și Ion Mihăilescu (regia tehnică).